# Caterina Bevilacqua

Stemma dei Bevilacqua.

Caterina Bevilacqua (1396 – XV secolo) è stata una nobildonna italiana.

## Biografia
Era figlia di Guglielmo Bevilacqua (1334-1397), conte di Minerbe, e di Taddea Tarlati (?-1416), figlia di Niccolò Tarlati, signore di Pietramala.

## Discendenza
Caterina sposò nel 1416 Giovanni I Pico, signore di Mirandola e Conte di Concordia ed ebbero i seguenti figli:
- Giovanni Francesco I Pico, detto Gianfrancesco I (1417–1467), successore del padre alla sua morte. Sposò Giulia Boiardo ed ebbe discendenza;
- Niccolò Pico (1418–25 agosto 1448[1]), premorto al padre. Sposò Maddalena[4] Pallavicino (?-prima del 1471[5]), figlia di Rolando il Magnifico Pallavicino, principe del Sacro Romano Impero e margravio di Busseto, Zibello, Tabiano, Varano, Polesine e Cortemaggiore, e di Caterina Scotti, figlia di Francesco Scotti, conte d’Agazzano.[3] Ebbe una figlia:[3]
  - Parisina Pico (1440 ca.–2 luglio 1495[6]), sposò a Mirandola il 12 dicembre 1451[7] Giangaleazzo II Manfredi, signore di Faenza.[3]
- Tommasino Pico[3]